# Аврикур (Мёрт и Мозель)
Аврику́р (фр. Avricourt) — коммуна во французском департаменте Мёрт и Мозель региона Лотарингия. Относится к  кантону Бламон.	

## Географическое положение
Аврикур	расположен в 50 км к востоку от Нанси. Соседние коммуны: Решикур-ле-Шато на северо-востоке, Фулькре на юго-востоке, Инье на юге, Амнонкур на юго-западе, Мусе на северо-западе.

## Демография
Население коммуны на 2010 год составляло 409 человек.
| 1962 | 1968 | 1975 | 1982 | 1990 | 1999 | 2010 |
| ---- | ---- | ---- | ---- | ---- | ---- | ---- |
| 573  | 565  | 531  | 543  | 524  | 443  | 409  |

## Достопримечательности
- Церковь XIX века.